# Takuya Matsuura
Takuya Matsuura (Shizuoka, 21 december 1988) is een Japans voetballer.

## Carrière
Takuya Matsuura speelde tussen 2007 en 2011 voor Júbilo Iwata en Avispa Fukuoka. Hij tekende in 2012 bij Júbilo Iwata.